# بيفيرلي لانغ
بيفيرلي لانغ (بالإنجليزية: Beverley Lang)‏ هي قاضية بريطانية، ولدت في 13 أكتوبر 1955.